# Bessède-de-Sault
Bessède-de-Sault é uma comuna francesa na região administrativa de Occitânia, no departamento de Aude. Estende-se por uma área de 15,04 km². Em 2010 a comuna tinha 46 habitantes (densidade: 3,1 hab./km²).